# 1073 w polityce

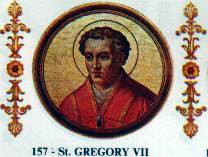
Grzegorz VII

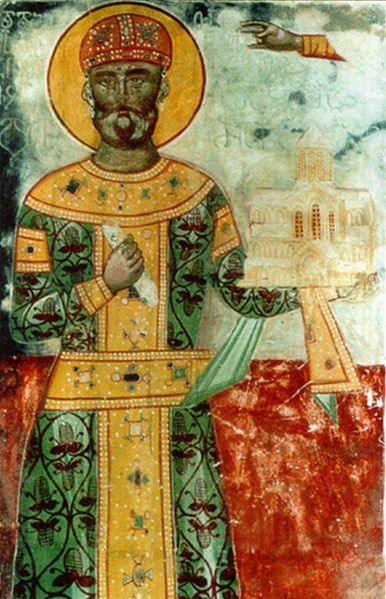
Dawid IV Budowniczy

Wydarzenia polityczne w 1073 roku.

## Wydarzenia
- Shirakawa zostaje cesarzem Japonii.
- Hildebrand zostaje papieżem[1].

## Urodzili się
- Dawid IV Budowniczy, król Gruzji[2][3].
- Leopold III Święty, margrabia Austrii.

## Zmarli
- Go-Sanjō, cesarz Japonii.
- 21 kwietnia Aleksander II, papież[4].